# Laguna Bucalemu
Laguna Bucalemu är en flodmynning i Chile.   Den ligger i regionen Región de O'Higgins, i den södra delen av landet, 190 km sydväst om huvudstaden Santiago de Chile. Laguna Bucalemu ligger 52 meter över havet.
Terrängen runt Laguna Bucalemu är kuperad åt nordost, men söderut är den platt. Havet är nära Laguna Bucalemu åt nordväst. Runt Laguna Bucalemu är det glesbefolkat, med 12 invånare per kvadratkilometer.. 
Trakten runt Laguna Bucalemu består i huvudsak av gräsmarker.